# 1996 XL31
1996 XL31 är en asteroid i huvudbältet som upptäcktes den 14 december 1996 av den japanska astronomen Takao Kobayashi vid Ōizumi-observatoriet.